# John Crichton-Stuart, 7.º Marquês de Bute
John Colum Crichton-Stuart, 7º Marquês de Bute (Rothesay, 26 de abril de 1958 – 22 de março de 2021), conhecido como Johnny Dumfries, foi um automobilista britânico.

## Carreira
Como a maioria dos pilotos, Johnny Dumfries iniciou sua carreira no kart, em 1980. Sofreu um acidente no mesmo ano, quebrando os dois tornozelos.
Depois de competir na Fórmula Ford 1600, ingressou na Fórmula 3 inglesa, onde foi apenas um coadjuvante na disputa entre Ayrton Senna e Martin Brundle, apesar de ter brigado pela vitória em Silverstone com o brasileiro, que chegou a jogar Dumfries fora da pista quando estava sendo ultrapassado, mas o escocês voltou e seguiu Senna até o acelerador quebrar.
Em 1984, conquistou o título do Campeonato Britânico de Fórmula 3 pela equipe David Price Racing, vencendo catorze corridas, e o vice do Campeonato Europeu da categoria.

## Fórmula 3000
Seu desempenho chamou a atenção das principais equipes de Fórmula 1, e em 1984 testou para Brabham, Ferrari, McLaren e Lotus, sendo que em 1985 assinou contrato exclusivo com a escuderia italiana para ser piloto de testes, enquanto competia pela nascente Fórmula 3000, inicialmente com a equipe Onyx, e posteriormente, com a Lola Motorsport, onde não conquistou mais que um sexto lugar.

## Fórmula 1
No final de 1985, a Lotus começava a dar sinais de desgaste e estava nas mãos de seu patrocinador, a John Player Special, tendo Ayrton Senna como primeiro piloto.
Desgastado com Elio de Angelis, seu companheiro de time desde 1985, Senna veta a contratação do inglês Derek Warwick, que havia sido sugerido por Peter Warr, então chefe de equipe da Lotus. O futuro tricampeão de Fórmula 1 pediu a contratação de seu compatriota Maurício Gugelmin para o time inglês, mas este ainda não tinha experiência em pilotar um carro da categoria, e a saída foi sugerir a contratação de Dumfries, então com 27 anos de idade, para substituir De Angelis, recém-contratado pela Brabham.
O escocês estreou no GP do Brasil, largando em 8º lugar e, quando estava entre os 6 primeiros colocados, seu carro quebrou. A primeira vez que Dumfries completou uma prova na zona de pontuação foi no GP da Hungria, chegando em 4º. Sua última corrida, na Austrália, culminou com o terceiro e último ponto dele na F-1.

## Saída da Lotus, negociação com a Zakspeed e adeus à F-1
Com a saída da JPS da Lotus, a situação de Dumfries tornou-se complicada, e a escolha da Honda no lugar da Renault como nova fornecedora de motores inviabilizou de vez as chances de permanecer. Com sua vaga herdada pelo japonês Satoru Nakajima, Johnny iniciou negociações com a Zakspeed, que optou em contratar Martin Brundle, e sem chance de voltar à titularidade em outra equipe de F-1, vai para a Benetton como piloto de testes, função que exerceria até 1990, quando deixou de vez a categoria máxima do automobilismo.

## Volta à Fórmula 3000, frustração nas negociações com a CART e final de carreira
Em 1988, Dumfries retornou à Fórmula 3000 pela equipe GEM Motorsport, correndo 2 etapas, terminando o GP de Dijon-Prenois em 13º lugar e abandonando a etapa de Zolder.
Chegou a negociar uma proposta de correr na CART em 1992, porém os problemas financeiros de seu patrocinador fizeram com que Johnny encerrasse sua carreira no automobilismo, aos 34 anos.

## Resultados completos nas 24 Horas de Le Mans

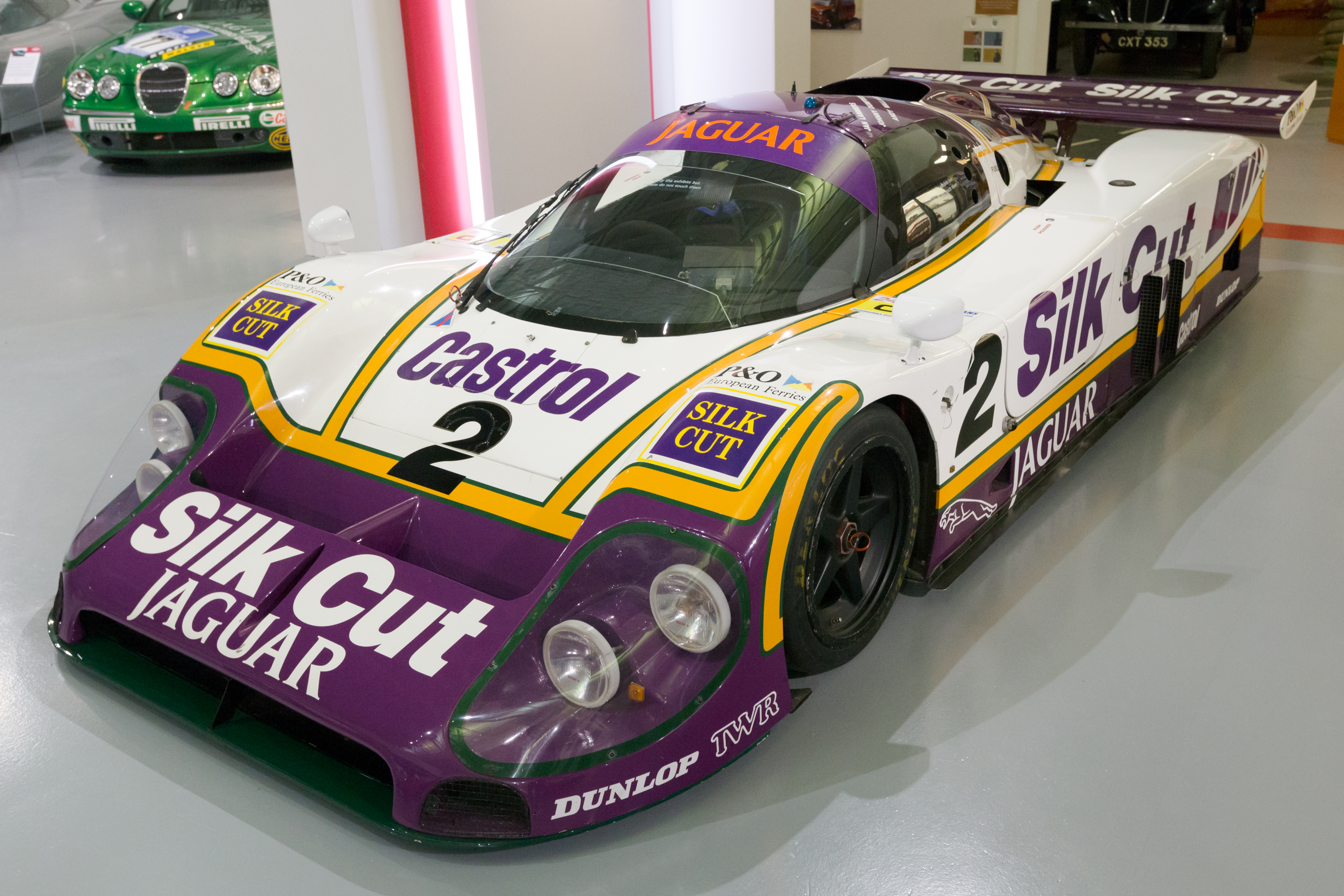
O Jaguar XJR-9 LM pilotado por Dumfries, Andy Wallace e Jan Lammers na conquista das 24 Horas de Le Mans em 1988.

Entre 1987 e 1991, Dumfries disputou as 24 Horas de Le Mans, tendo conquistado a vitória na edição de 1988 em parceria com Andy Wallace e Jan Lammers. Esta foi, também, a única vez em que ele obteve classificação para o grid.
| Ano  | Equipe                     | Veículo         | Copiloto (1)    | Copiloto (2)      | Colocação | Razão de falha                         |
| ---- | -------------------------- | --------------- | --------------- | ----------------- | --------- | -------------------------------------- |
| 1987 | Kouros Racing              | Sauber C9       | Chip Ganassi    | Mike Thackwell    | DNF       | Caixa de engrenagem                    |
| 1988 | Silk Cut Jaguar            | Jaguar XJR-9 LM | Jan Lammers     | Andy Wallace      | 1º        | Vitória global (394 voltas, Classe C1) |
| 1989 | Japão Toyota Team Tom’s    | Toyota 89C      | Geoff Lees      | John Watson       | DNF       | Acidente                               |
| 1990 | Toyota Team Tom’s          | Toyota 90C      | Aguri Suzuki    | Roberto Ravaglia  | DNF       | Acidente                               |
| 1991 | França Courage Compétition | Courage C26S    | Anders Olofsson | Thomas Danielsson | DNF       | Motor                                  |

## Vida pessoal
Depois que seu pai, também chamado John Crichton-Stuart, adoeceu (posteriormente, veio a falecer em 1993), Johnny Dumfries passou a se dedicar aos negócios da família, e também às artes plásticas, ganhando reputação como pintor ou decorador - o inglês Julian Bailey chegou a dizer que o ex-piloto "falava como um decorador".
No Festival da Velocidade de 2000, em Brands Hatch, apareceu com o Jaguar com o qual venceu em Le Mans, mas durante uma volta, errou ao dar uma freada e subiu com o carro morro acima até bater. Ao perceber o erro, Dumfries levantou as mãos e colocou-as no capacete, em desespero pelo carro destruído.
Em 2008, ficou na 616.ª posição entre as pessoas mais ricas do Reino Unido, com uma fortuna estimada em 125 milhões de libras.
Apesar de ostentar o título de Conde de Dumfries, ele prefere usar John Bute ou manter o nome que utilizava quando ainda pilotava. É pai de quatro filhos (Caroline, Cathleen e John Bryson, do casamento com Carolyn Waddell, e Lola Affrica Crichton-Stuart, nascida em 1999).
Em dezembro de 2020, Johnny e Lola foram acusados de violarem o lockdown após viajarem de Londres para a ilha de Bute. Além deles, outras quatro pessoas foram acusadas.
John morreu em 22 de março de 2021, aos 62 anos de idade, devido a um câncer.